# Cattedrale dei Santi Pietro e Paolo (Legnica)
La cattedrale dei Santi Pietro e Paolo è una cattedrale ubicata in plac Katedralny (cioè in "piazza della Cattedrale") a Legnica, in Polonia.

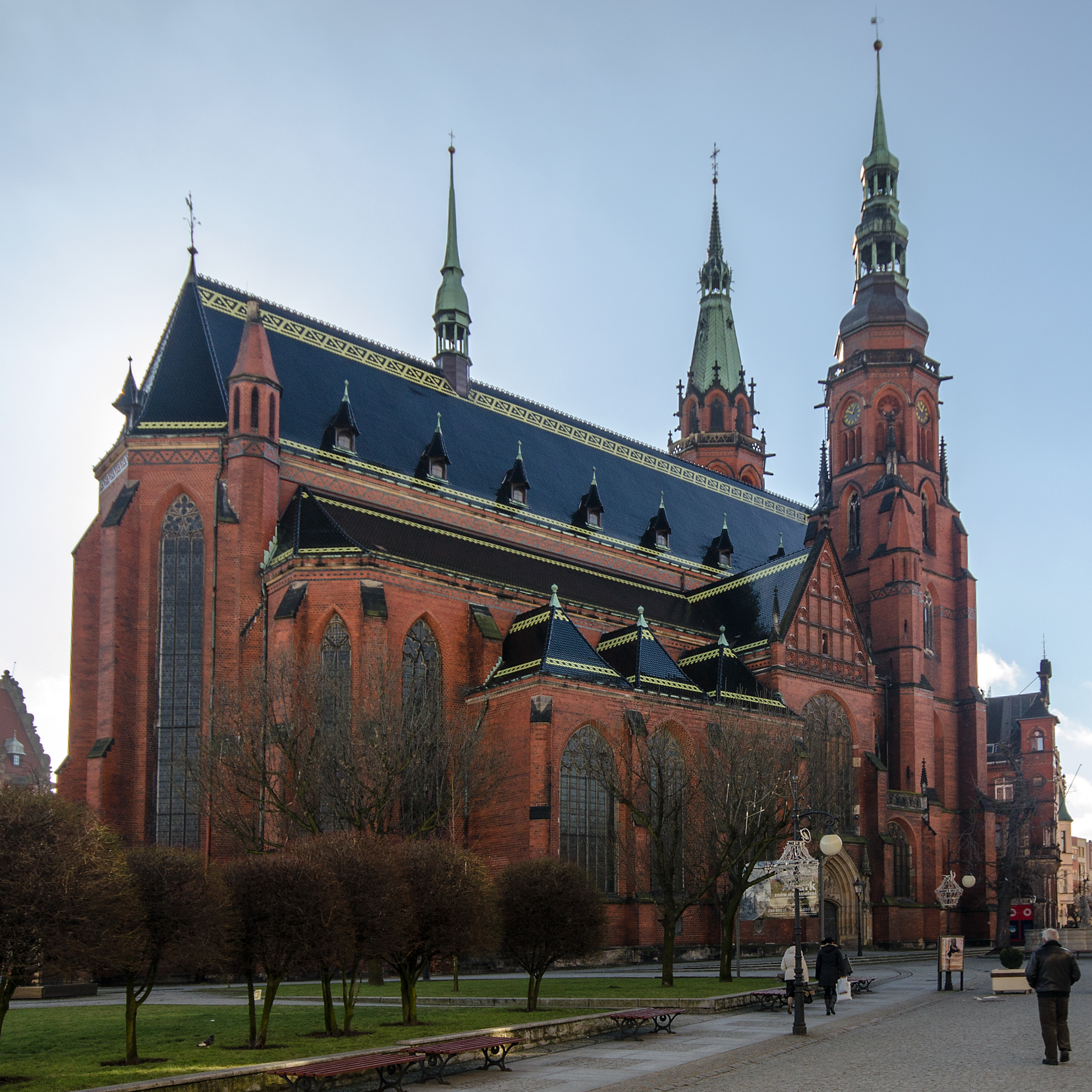
Cattedrale vista dall'incrocio delle vie NMP e Tadeusza Łączyńskiego

## Storia e descrizione
La chiesa fu menzionata per la prima volta nel 1208. L'edificio in questione sarebbe stato bruciato durante l'assedio mongolo della città nel 1241; quello conosciuto oggi venne eretto negli anni 1333-1380; nel 1378 si concluse la costruzione della torre settentrionale. Tra i costruttori del tempio viene menzionato il muratore Wiland, probabilmente un figlio del muratore duecentesco di Breslavia che aveva lo stesso nome.
Nel Quattrocento furono aggiunte 9 cappelle laterali.
Un incendio del 1648, alla fine della Guerra dei Trent'anni, distrusse la maggior parte dell’arredamento e provocò parecchi danni all’aula della chiesa.
Dal 1892 al 1894, l’edificio venne ricostruito in un tempio neogotico; fu aggiunta la torre meridionale, alcuni muri esteriori e dettagli architettonici. Il portale occidentale, risalente al periodo 1338-1341, era decorato con una statua gotica in pietra della Beata Vergine con Gesù bambino. Il portale settentrionale mostra l’adorazione dei Magi, una scena rara per l’arte gotica. Vi si trova anche un pentittico quattrocentesco raffigurante sant’Anna Metterza, sant’Edvige di Polonia nonché le scene della Passione di Gesù Cristo. Il pentittico, ubicato nella cappella nel nord della chiesa, costituisce il più prezioso e nello stesso tempo l’unico monumento della pittura gotica. All’interno della cattedrale si trovano vari epitaffi, pulpito rinascimentale degli anni 1586-1588, altare barocco, fonte battesimale marrone del Duecento a forma di un calice liturgico, statue trecentesche dei due apostoli, lapide del principe di Brzeg e Legnica Ludovico II e di sua moglie Elisabetta di Brandeburgo. Nel 1645 nella chiesa fu sepolto Joachim Friedrich, capitano-tenente dalla maestà imperiale, discendente della stirpe dei Blicerowie di Prudnik.
Il 25 marzo 1992 papa Giovanni Paolo II, con la bolla Totus tuus Poloniae populus, fece della chiesa una cattedrale. Il Papa polacco venne alla cattedrale il 2 giugno 1997.  

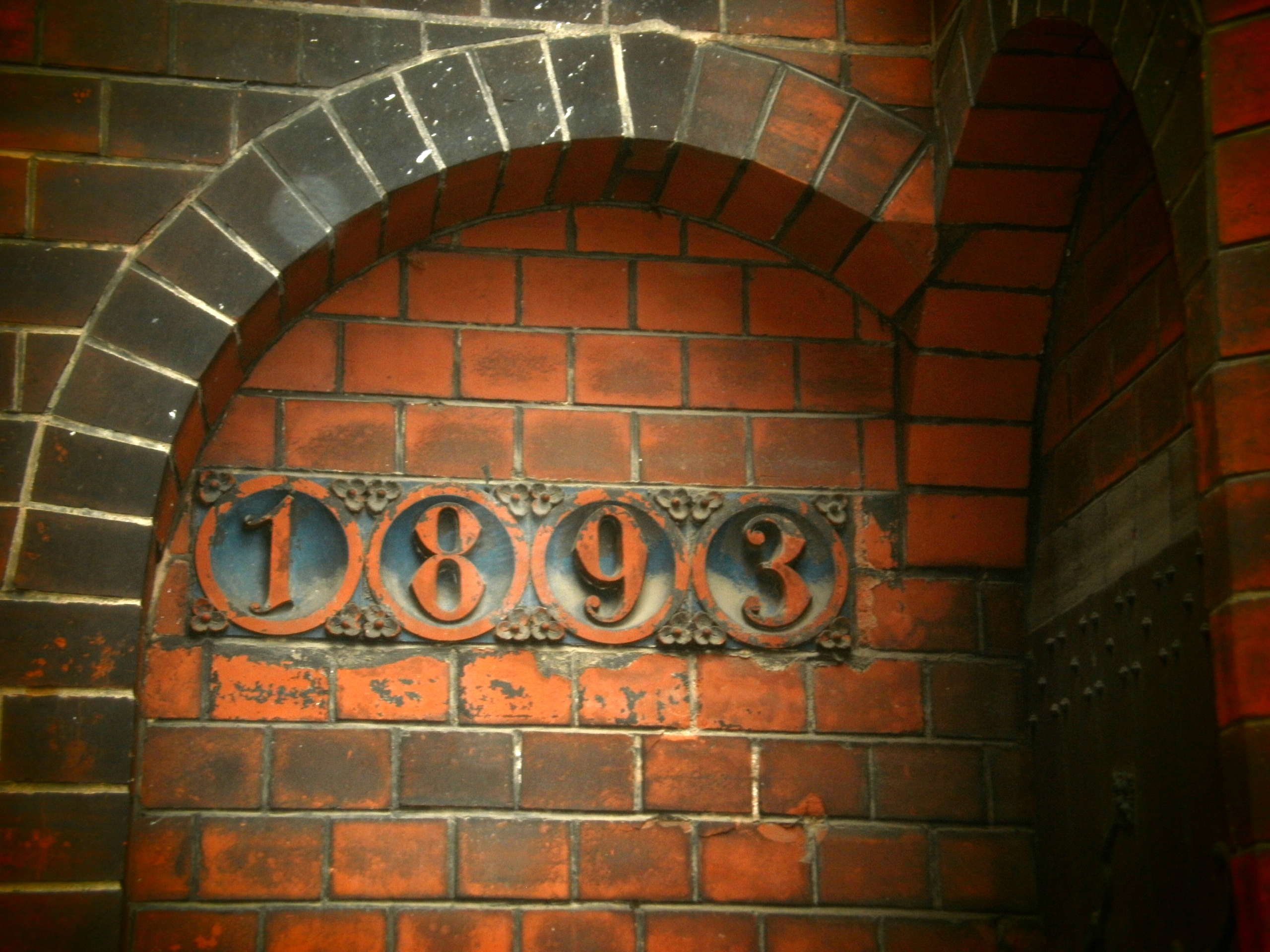
Cattedrale dei Santi Apostoli Pietro e Paolo a Legnica

Il 10 aprile 2011, nel vestibolo dell’ingresso principale, è stata inaugurata una targa in memoria delle vittime della catastrofe del Tu-154 polacco a Smolensk, cioè un incidente aereo risalente al 2010. Nell'incidente, morì anche il presidente della Polonia Lech Kaczyński e la moglie Maria e altri alti membri del governo. Nella targa, oltre all’elenco dei morti, si trova la sentenza: "Il Presidente fu umiliato e deriso da certe persone durante la sua vita, ma per molti connazionali rappresentava una speranza di ricostruire la Polonia indipendente e giusta".
Il 5 novembre 2014, nella cripta della cattedrale, fu sepolto il prof. don Władysław Bochnak (1934-2014), protonotario apostolico e per molti anni parroco della cattedrale; l’11 marzo 2017 nel sotterraneo della cattedrale si seppellì invece il primo vescovo di Legnica Tadeusz Rybak.

## Galleria d'immagini

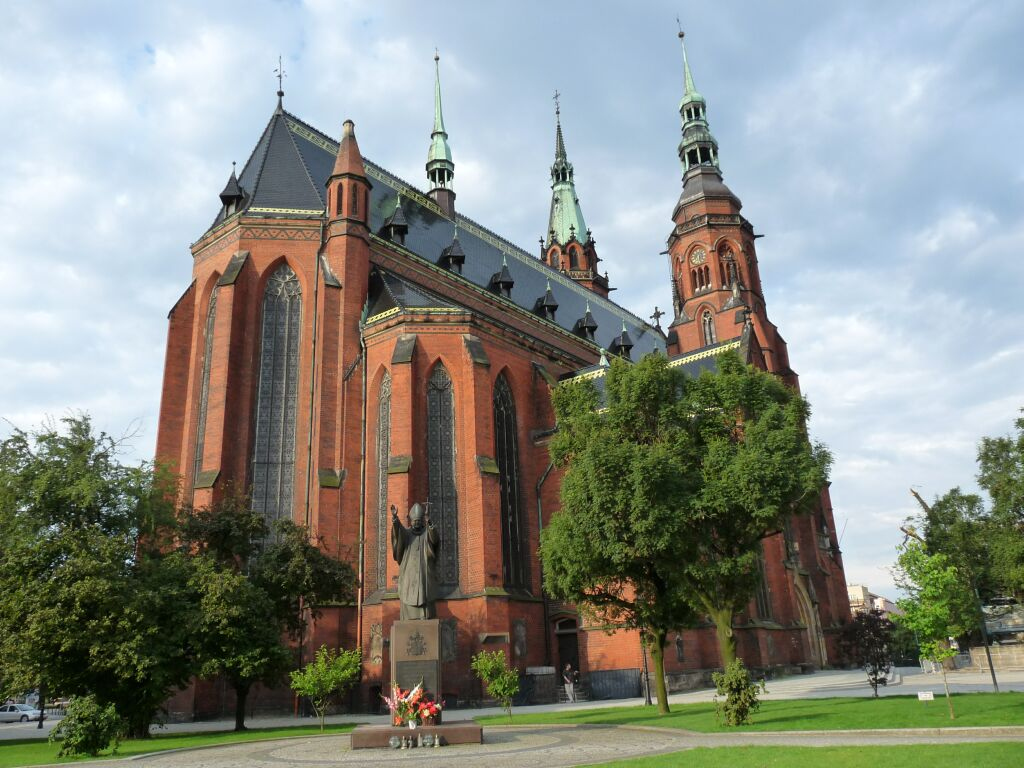
Fotografia scattata dalla piazza Powstańców Śląskich. In primo piano la statua di Giovanni Paolo II.
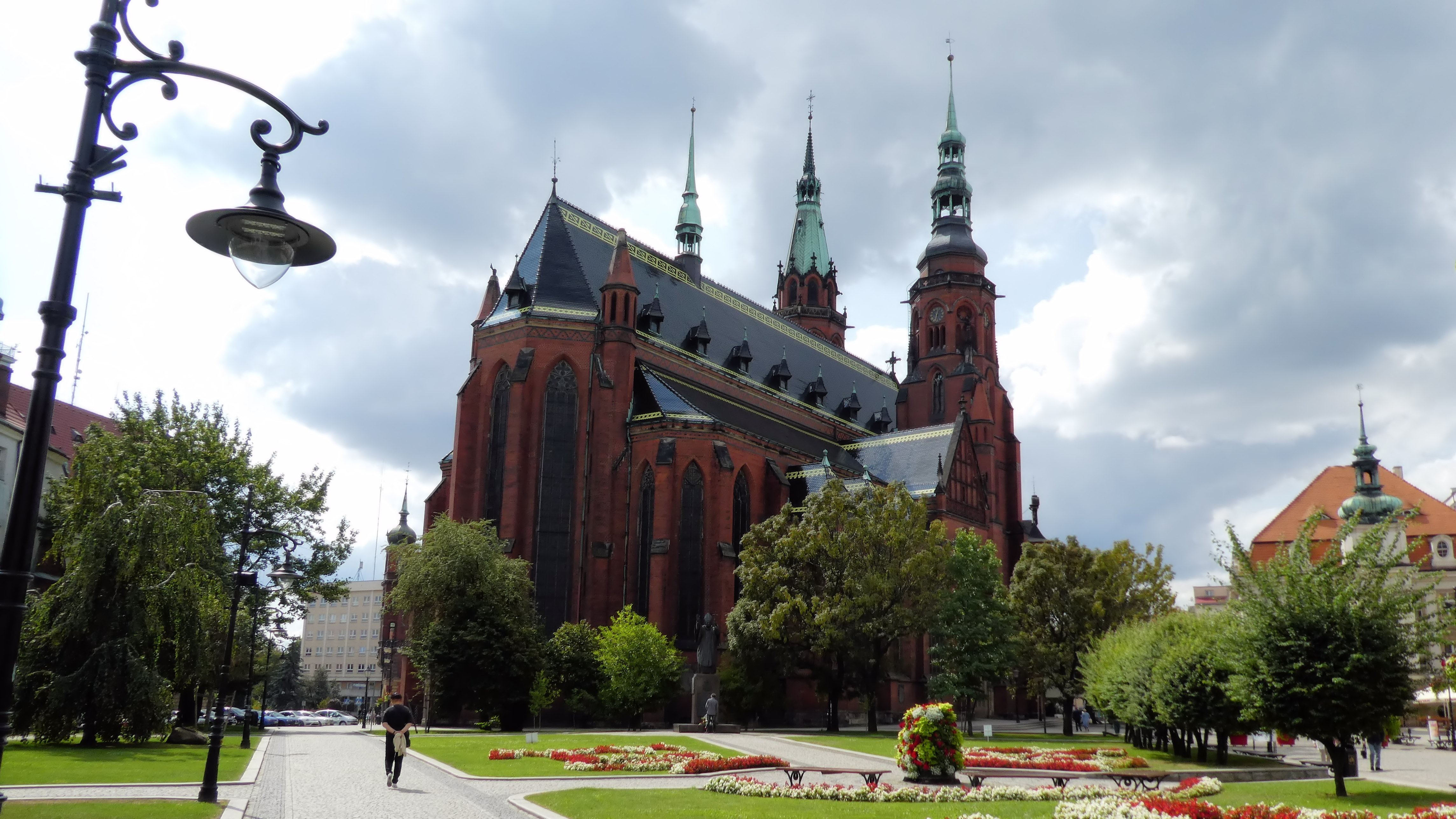
Scatto dalla parte settentrionale di piazza Powstańców Wielkopolskich.
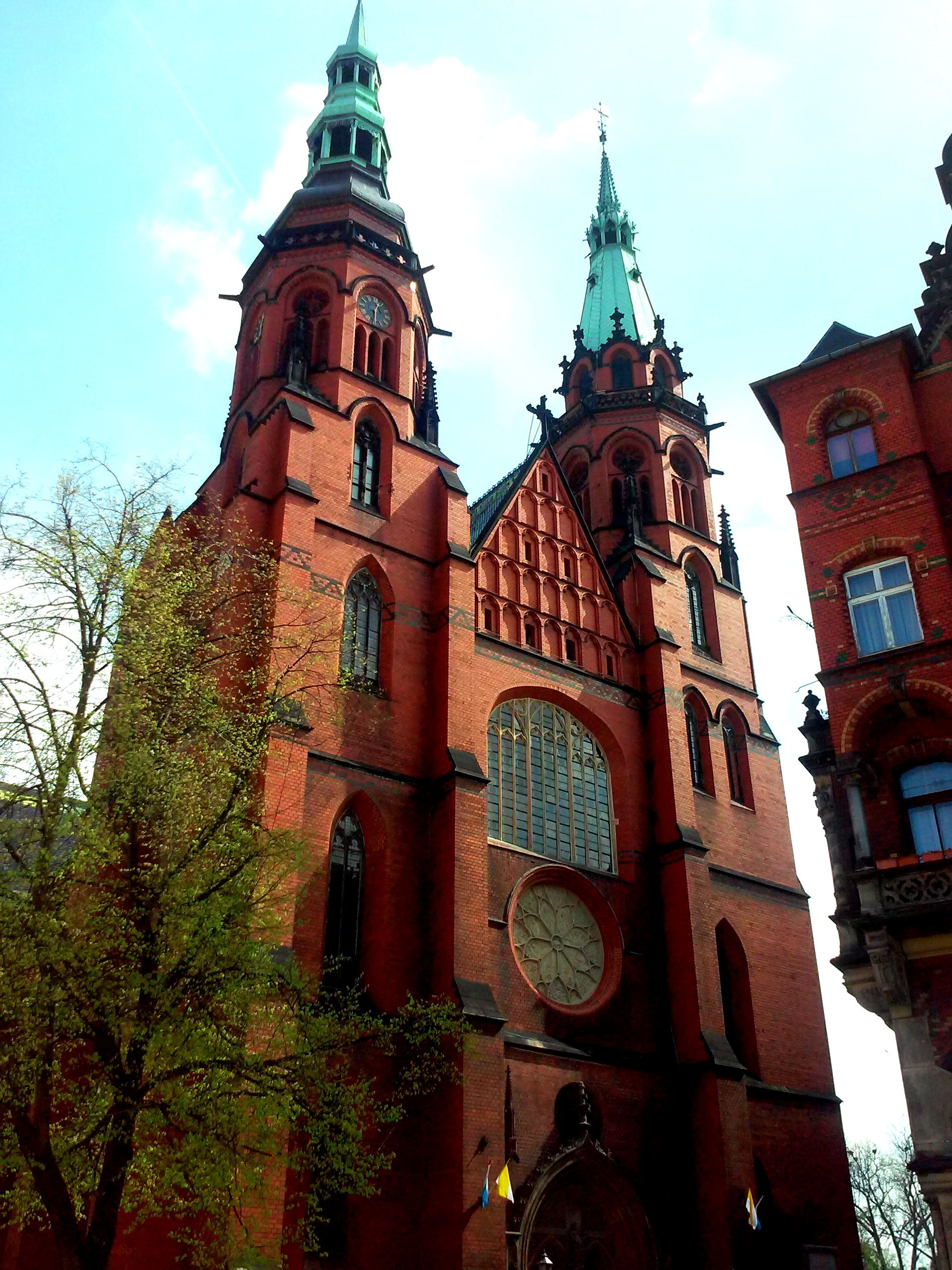
Torri della cattedrale
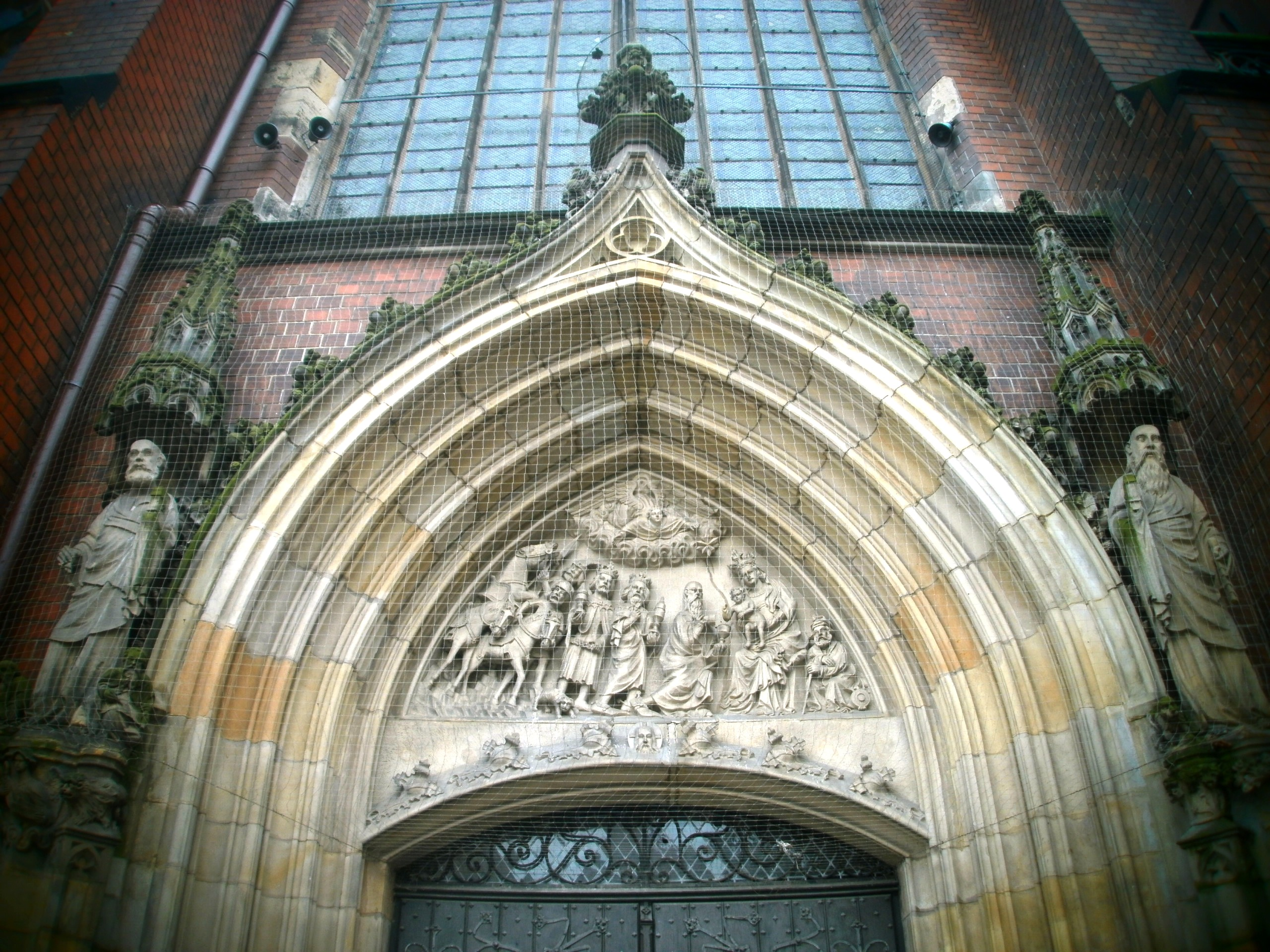
Portale del nord: la scena di Adorazione dei Magi
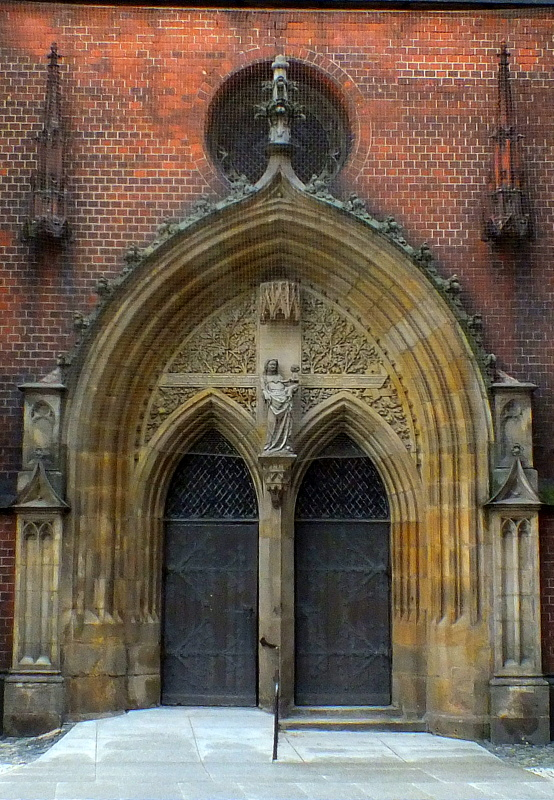
Portale dell’ovest
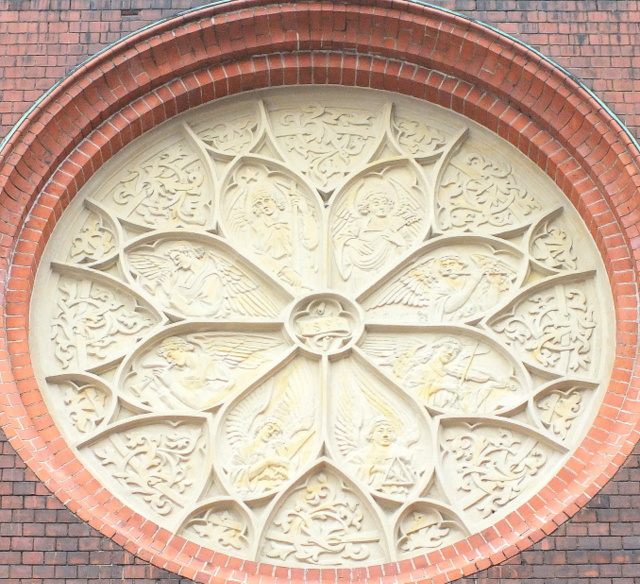
Rosone sopra il portale dell’ovest
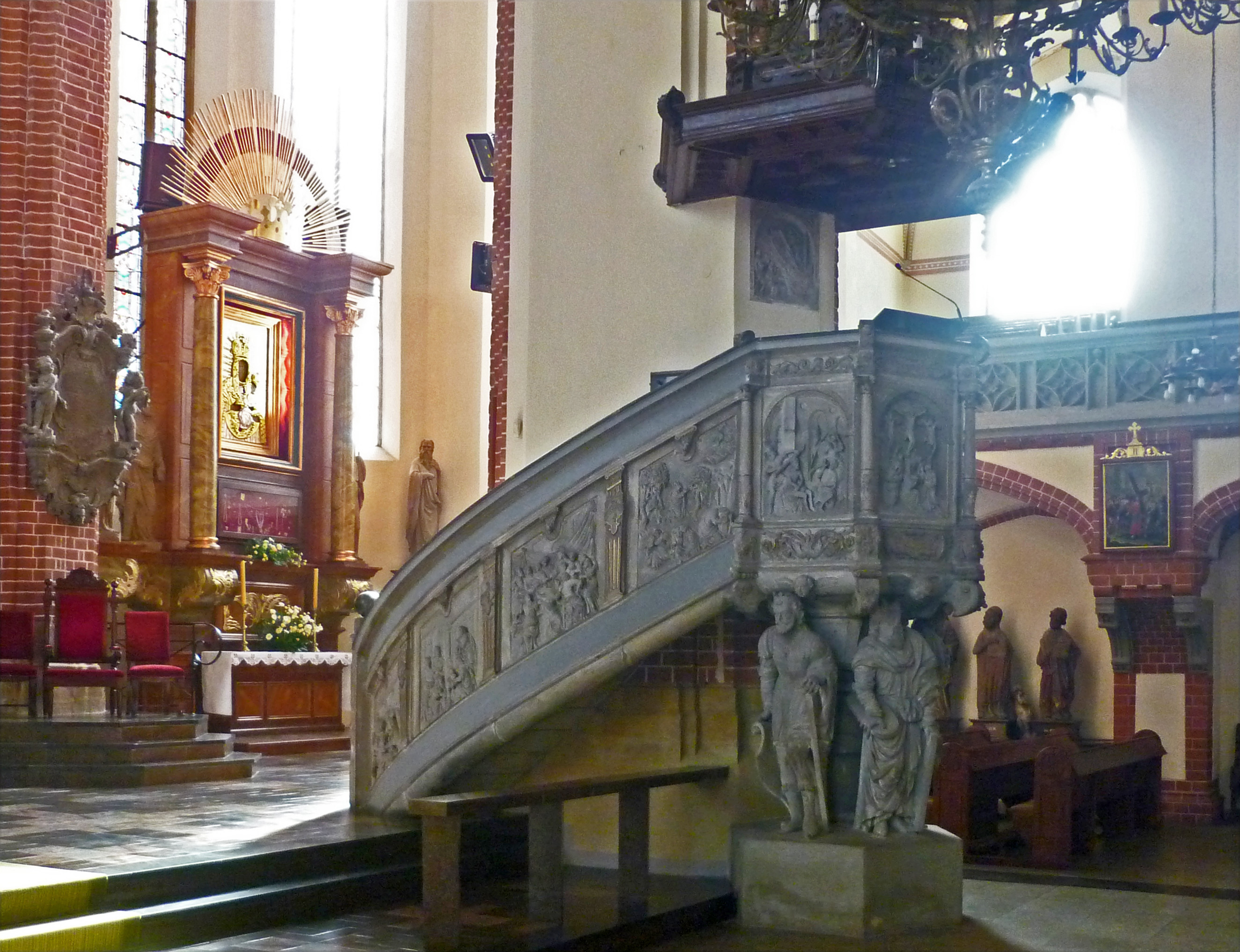
Pulpito rinascimentale del periodo dal 1586 al 1588
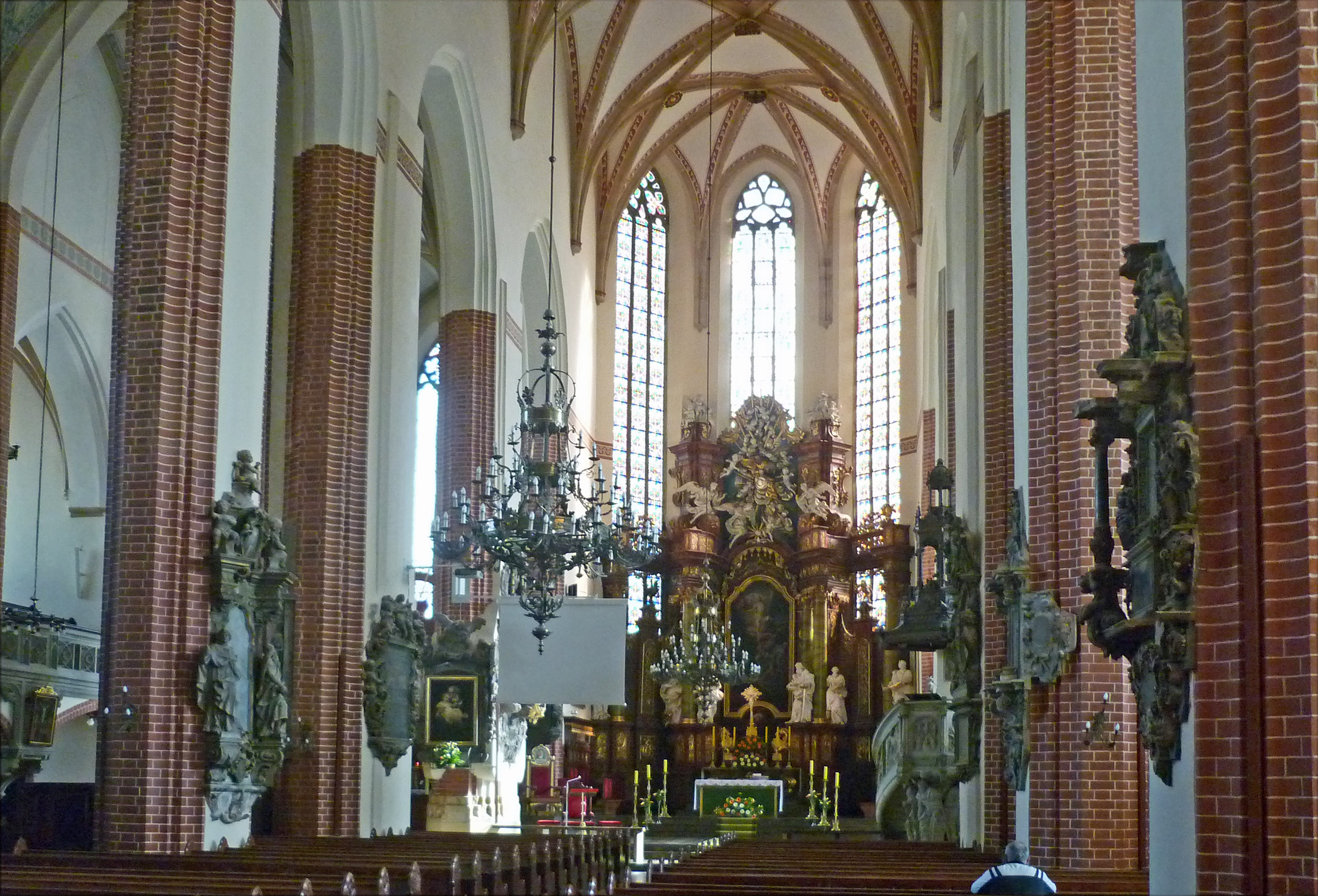
Altare barocco
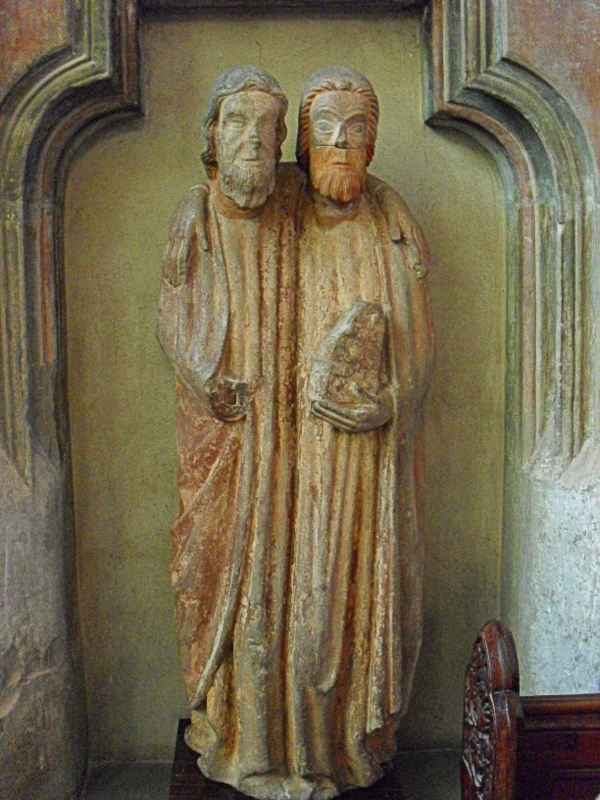
Santi patroni della diocesi: ss. Pietro e Paolo
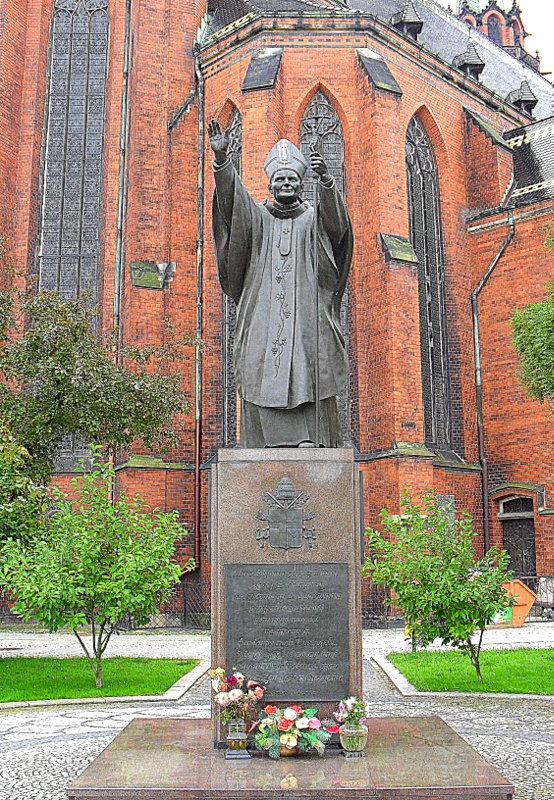
Statua di papa Giovanni Paolo II
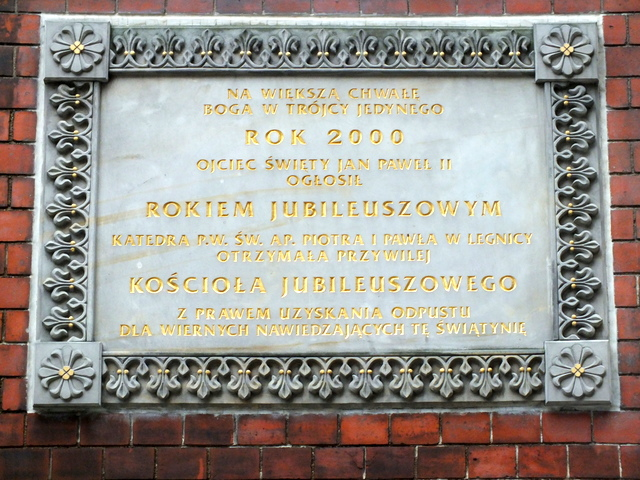
Targa che ricorda il Giubileo del 2000